# Botanischer Garten Solingen

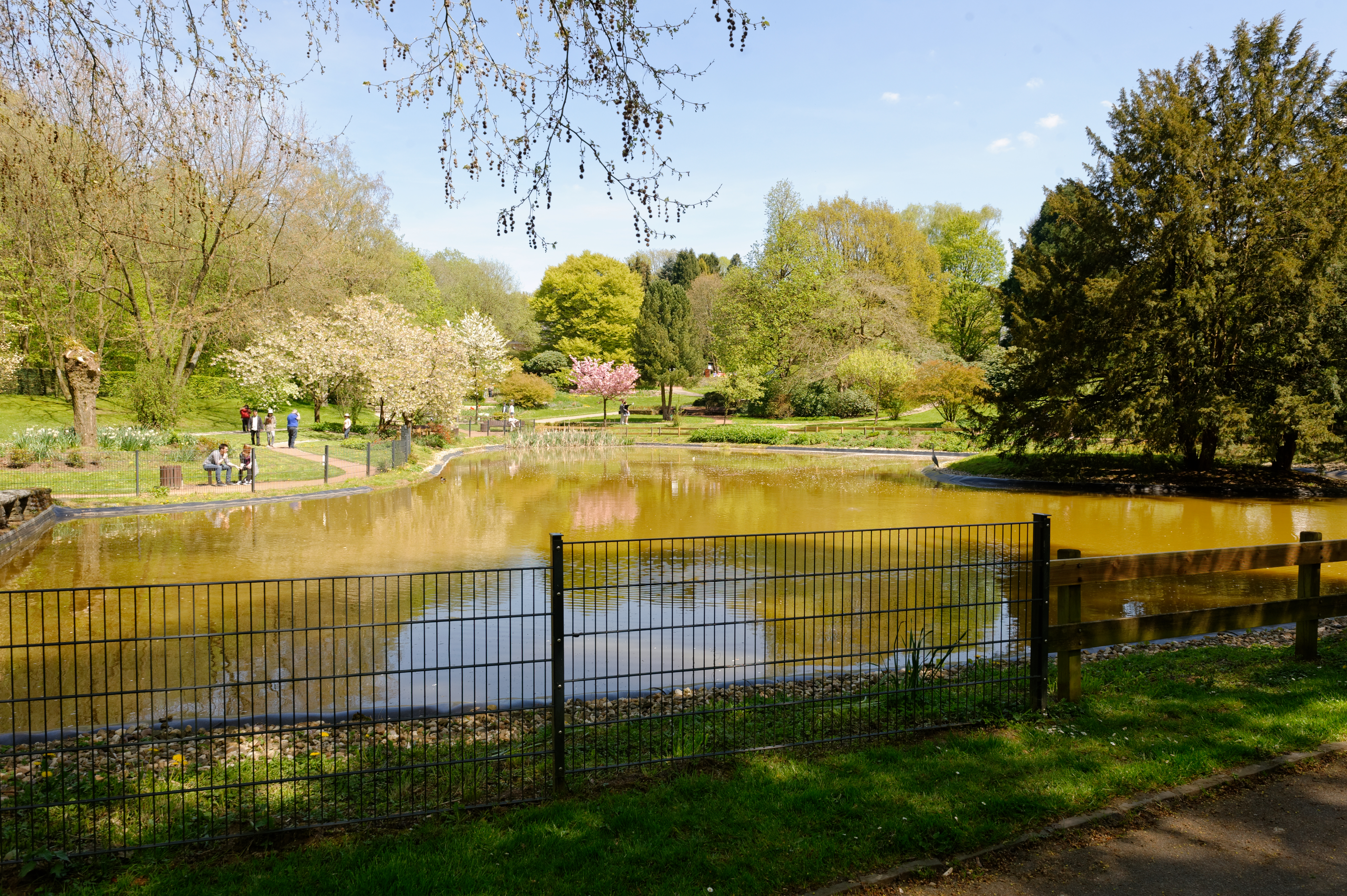
Teichanlage

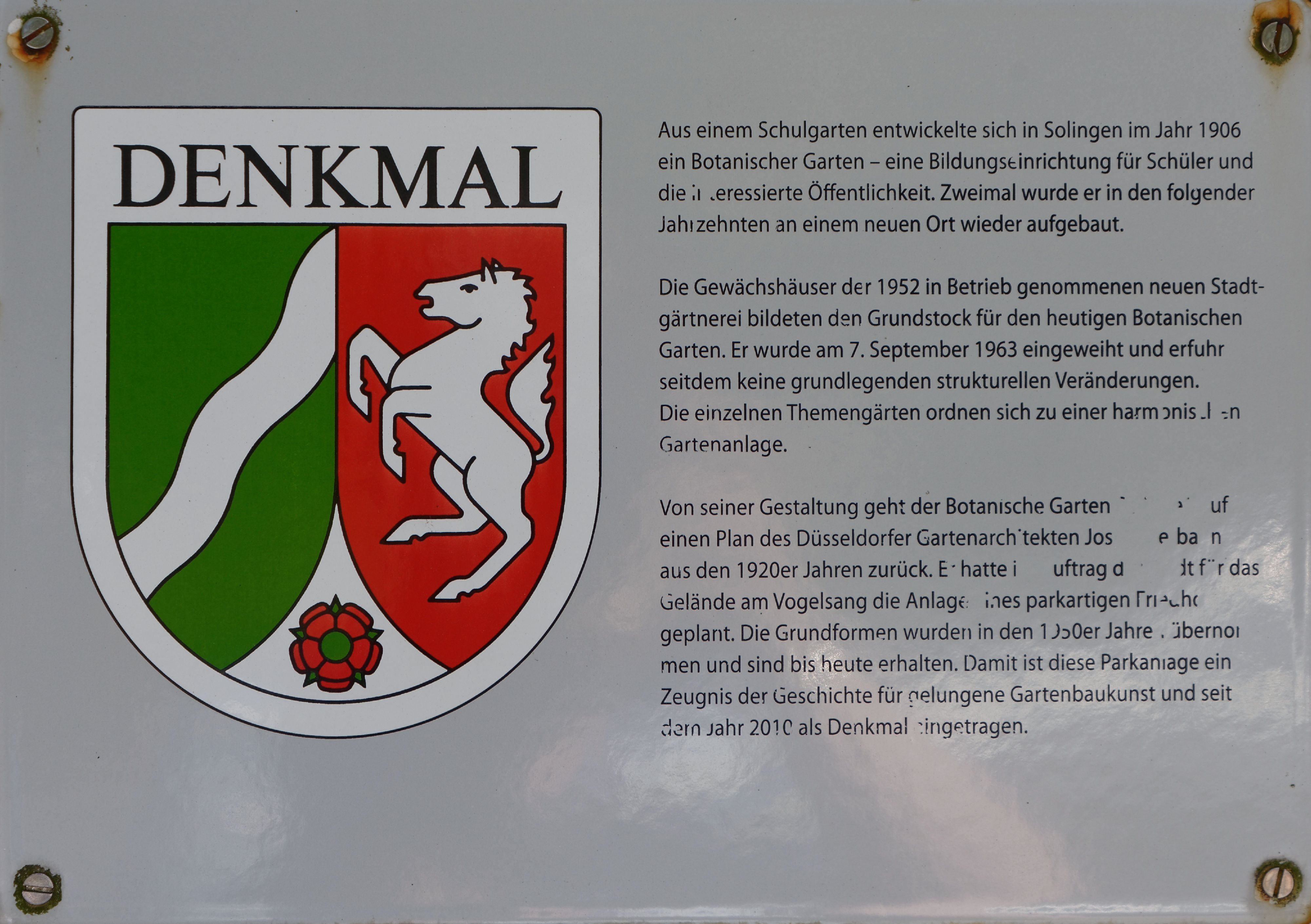
Denkmalplakette

Der 1963 eingeweihte Botanische Garten Solingen ist eine kostenfrei zugängliche und seit 2010 denkmalgeschützte Garten- und Parkanlage mit zahlreichen heimischen und teilweise exotischen Pflanzen in Solingen. Die Gartenanlage besteht aus mehreren Themengärten.

## Lage und Beschreibung

### Allgemeines und Struktur
Der Botanische Garten liegt im Solinger Stadtteil Gräfrath nahe dem Wohnplatz Vogelsang in unmittelbarer Nähe zum Städtischen Klinikum sowie zum Schulzentrum Vogelsang, das aus dem Gymnasium Vogelsang und der Realschule Vogelsang besteht. Der Garten umfasst 61.519 Quadratmeter und verfügt über fünf Zugänge, die mit öffentlichem Nahverkehr erreichbar und mit Parkplätzen ausgestattet sind. Im Süden wird der Garten begrenzt durch den Bahndamm der Korkenziehertrasse.
Der Garten ist auf einer südwestlichen Hanglage mit einem maximalen Höhenunterschied von 35 Metern mit Lösslehm-Boden aufgebaut. Seine Grundfläche ähnelt der eines rechtwinkligen Dreiecks, dessen rechter Winkel sich am Haupteingang des Botanischen Gartens an der Straße Vogelsang befindet. Daher rührt auch die Adresse des Gartens, Vogelsang 2 a. Durch das Portal am Haupteingang gelangt man auf den zentralen Platz des Botanischen Gartens, der alle Bereiche miteinander verbindet. Zur rechten Seite beginnt das Freigelände mit dem Alpinum, geradeaus befinden sich die Schauhäuser mit dem Tropenhaus und die Stadtgärtnerei, Links neben dem Portal befindet sich das Gebäude der Biologischen Station, außerdem gelangt man dort auf das Erweiterungsgebiet des Gartens, den alten Friedhof.
In der Parkmitte vor den Schauhäusern befinden sich ein Bauerngarten, ein Mediterraner Garten, sowie ein Rosen- und Staudengarten, dahinter in Richtung des ehemaligen Bahndamms eine Obstwiese, ein Wildbienenlehrpfad sowie eine Farnmauer. Der Garten fällt in Richtung des Teiches langsam ab, neben einem großen Heidegarten befinden sich einige Rasen- beziehungsweise Freiflächen, außerdem verschiedene Gehölze. Der Teich ist von einigen Wegen umschlossen, die vor dem Eingang am Frankfurter Damm in einen zentralen Platz münden. Ein Bach, der den Teich mit Wasser speist, fließt vom Alpinum, das von einem Koniferenquartier begrenzt wird, über einen Primelgarten an dem Plateau vorbei, an dem sich eine Lesehalle befindet. Vor der Lesehalle befindet sich außerdem ein öffentlicher Bücherschrank. Der Bach fließt weiter vorbei an einem Vogelhaus durch einen Irisgarten, bevor er schließlich den Teich erreicht.:68/69

### Skulpturensammlung
Im Rahmen der Ausstellung „Kunst im Park – Begegnungen mit der Natur“ wurden zwischen 2002 und 2006 von der Jugendhilfewerkstatt Solingen gestaltete Metallskulpturen im Park aufgestellt. Die erste dieser Skulpturen wurde am 12. April 2002 aufgestellt, als letztetes erfolgte Anfang Juli 2006 die Aufstellung der Skulptur des Schutzengels am Eingang des Botanischen Gartens am Vogelsang. Die insgesamt 14 Skulpturen zeigen verschiedene Insekten und Vögel in Überlebensgröße, darunter zwei Ameisen, eine Spinne, ein Tausendfüßler, ein Pfau, ein Schmetterling und ein Grashüpfer. Zum Skultpurenbestand aus der Fertigung der Jugendhilfewerkstatt zählen des Weiteren die Skulpturen Messer-Uhu, Scheren-Adler, Gabel-Rabe und Löffel-Ente, die auf die Industriegeschichte Solingens als Klingenstadt hinweisen.
Im Jahr 2017 erhielt der Botanische Garten Solingen durch die Spende eines Bremer Kunstsammlers die 1963 gefertigte Skulptur Anni der Solinger Bildhauerin Lies Ketterer. Diese Bronze-Skulptur zeigt ein Mädchen mit Schmetterling, sie wurde gegenüber der Sonnenuhr aufgestellt. Im Jahr 2018 stiftete der Solinger Künstler Wolfgang Körber drei Skulpturen an den Botanischen Garten. Diese wurden in Verbindung mit der Ausweisung der neuen Zuwegung zum Klinikum Solingen im alten Friedhofsteil des Gartens aufgestellt. Es handelt sich um die drei Metallskulpturen X, Y und Z, die den Übergang der Jahreszeiten von Frühling über Sommer zu Herbst symbolisieren.
Die Stadt-Sparkasse Solingen stiftete Ende 2022 ihre Skulptur Der Wuchs des Solinger Künstlers Heinz-Peter Knoop an den Botanischen Garten. Die Bronzeskulptur, zuvor an der Sparkassengeschäftsstelle Löhdorf platziert, wurde am 11. November 2022 im Bereich des alten Friedhofs aufgestellt.

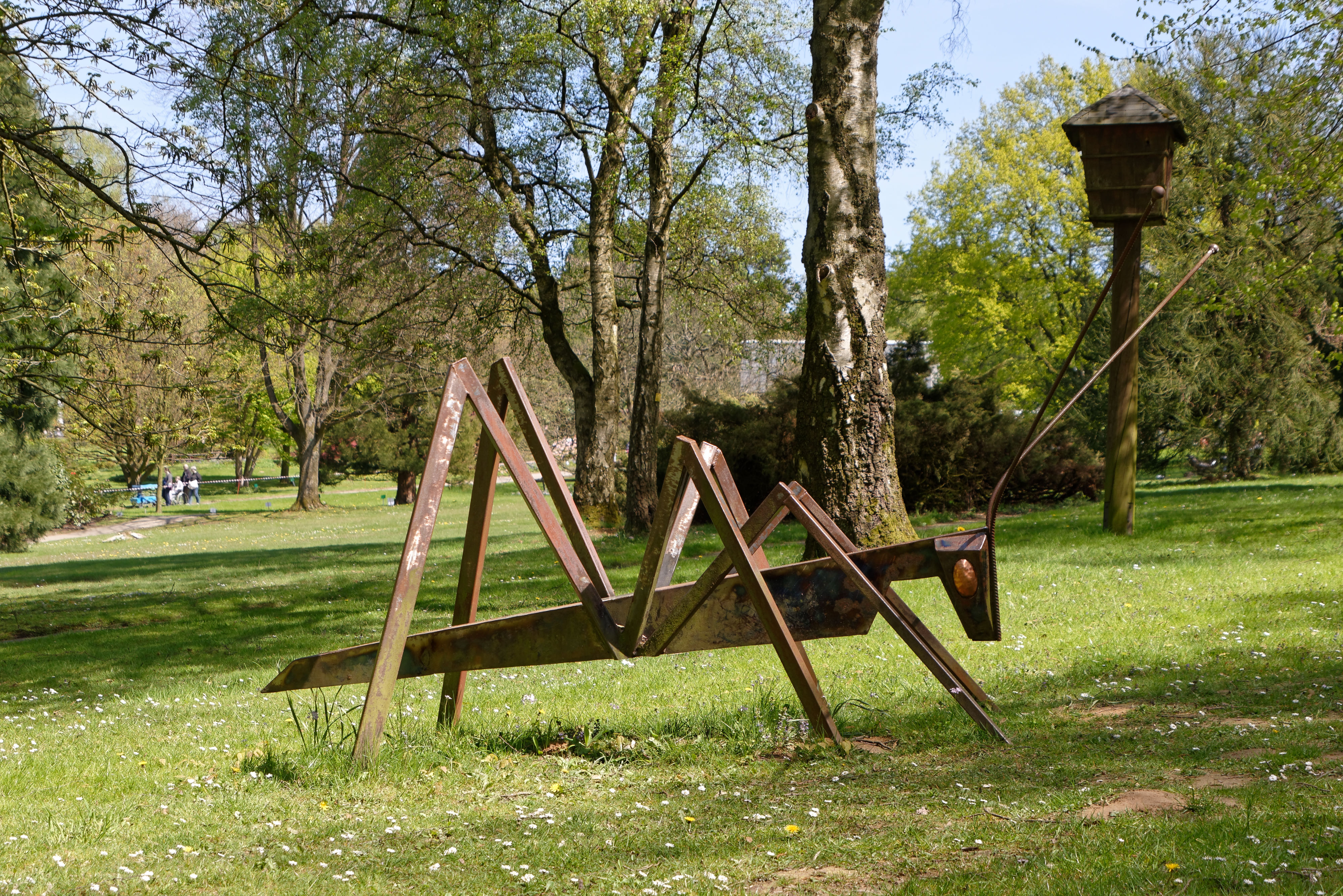
Grashüpfer
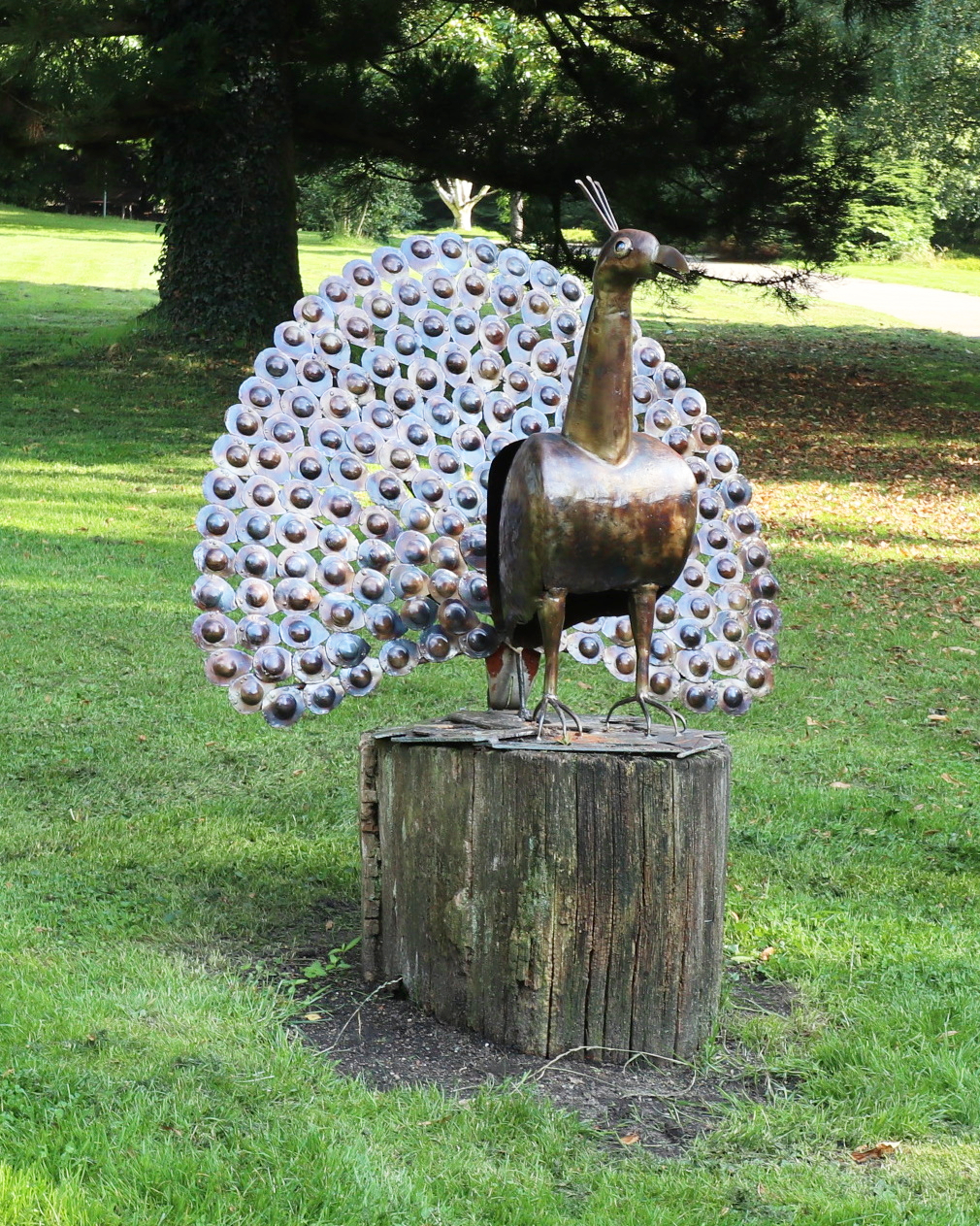
Pfau
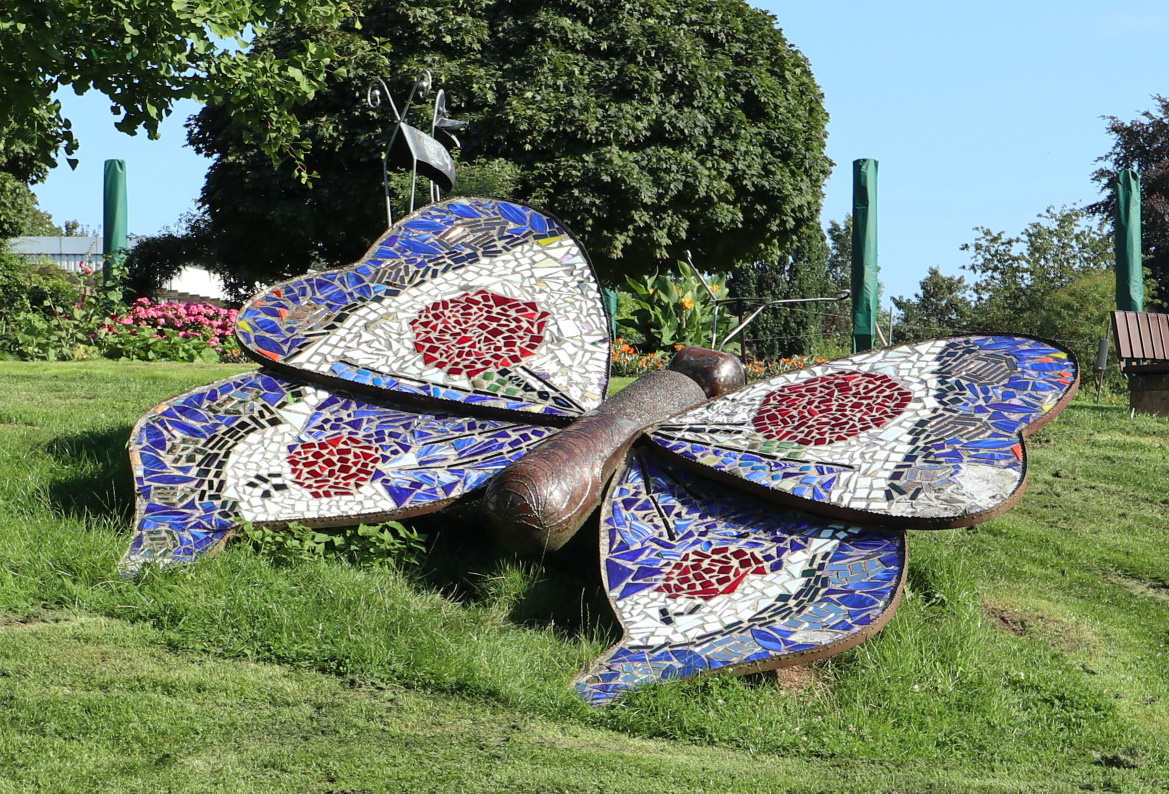
Schmetterling
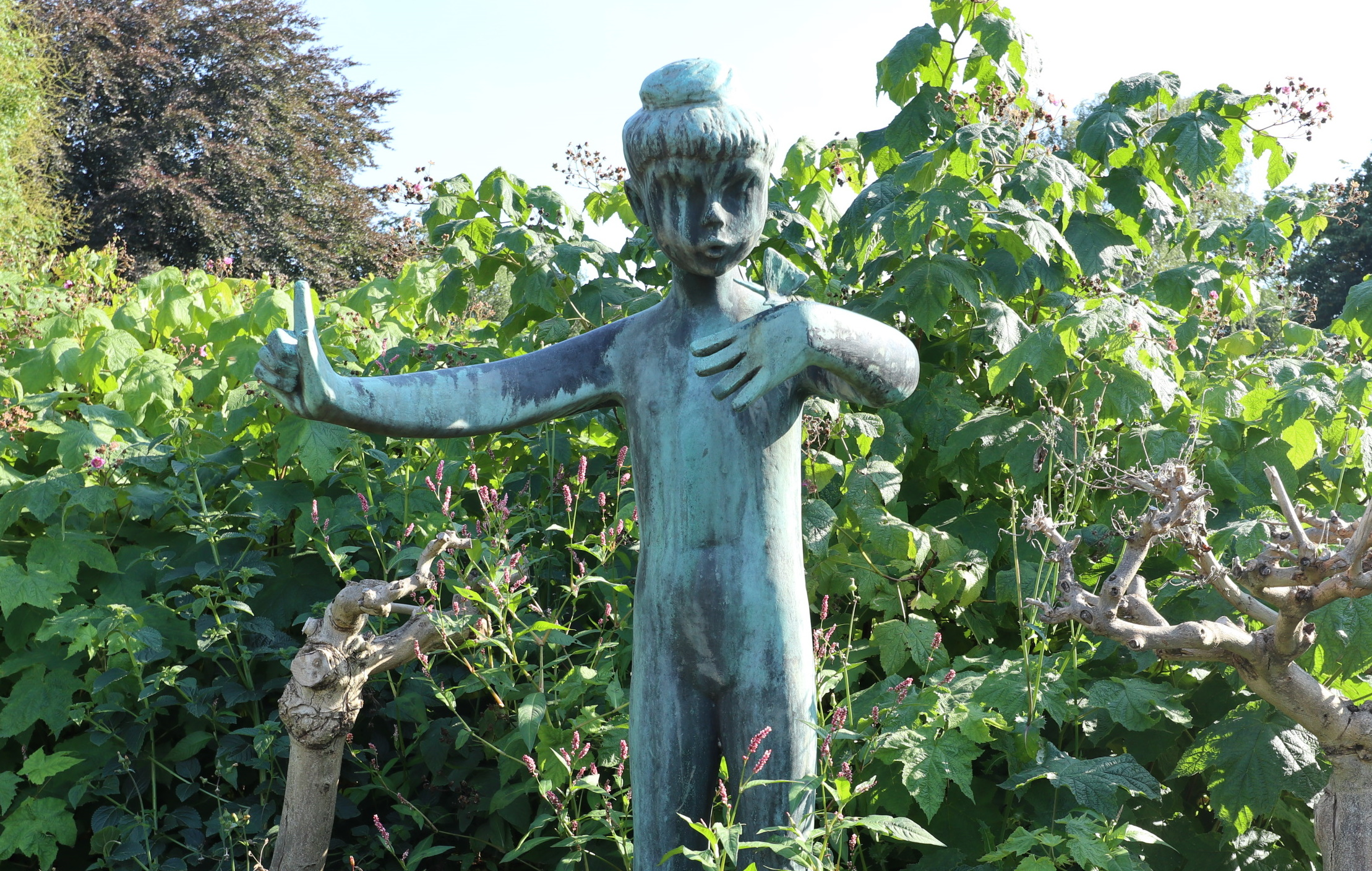
Anni
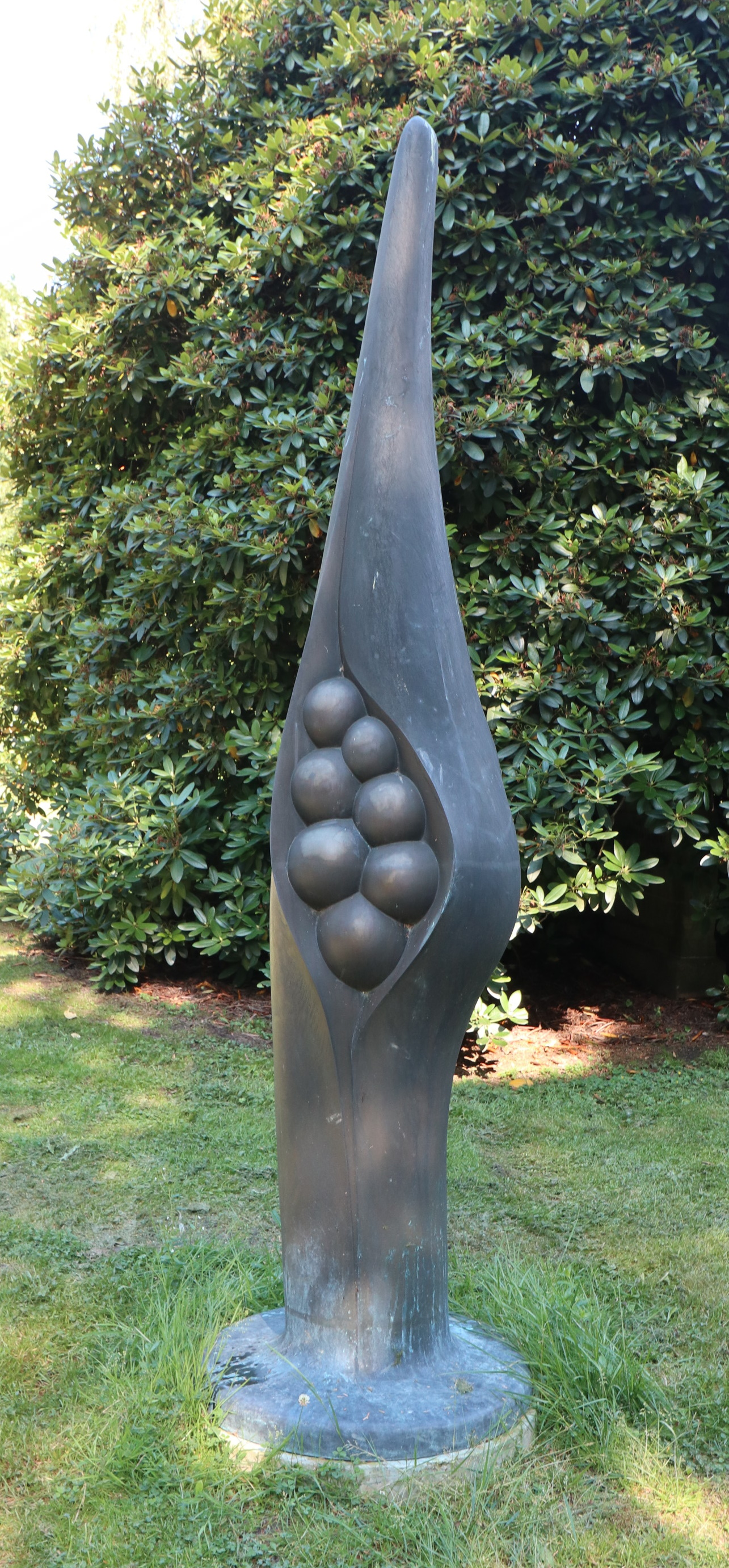
Der Wuchs
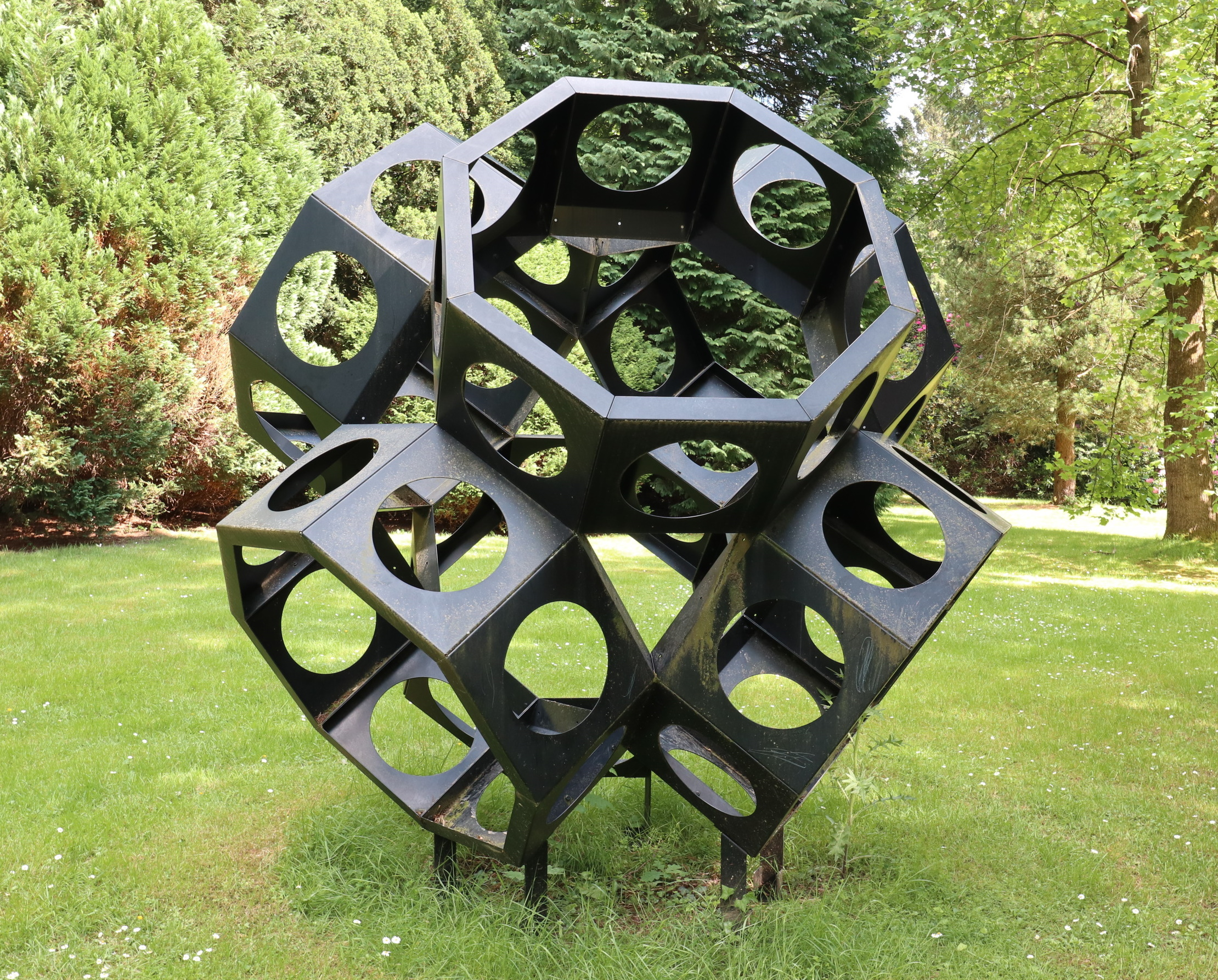
X

## Geschichte

### Vorgeschichte

#### Schulgarten Bismarckstraße
Bereits 1906 entwickelte sich ein erster Botanischer Garten aus einem Schulgarten heraus. Im Jahre 1891 regte der damalige Direktor des Gymnasiums Schwertstraße im Zusammenhang mit dem Neubau des Schulgebäudes auch die Anlage eines solchen Schulgartens auf dem Gelände der Schule an. Im Jahre 1902 setzte man die Idee um. Der Schulgarten befand sich an der Stelle, an der später der Ausbau des Gebäudes entstand. Ein Lehrer der Schule bat die Stadt Solingen im Jahre 1905, auf dem städtischen Gelände zwischen der Bismarckstraße und der Brühler Straße einen botanischen Garten mit einer Gesamtfläche von über 1.000 Quadratmetern anzulegen. Dieser Vorschlag kam der Stadt gelegen, da das Gelände nicht als Bauland verwendet werden konnte. Die Stadtverordneten fassten am 20. September 1905 den Beschluss, an der gewünschten Stelle für geschätzte Kosten von 1.000 Mark einen Garten anzulegen. Die Kosten sollten von den Solinger Schulen getragen werden. Der Garten wurde sukzessive ab 1906 bepflanzt und bereits von einigen Schulklassen besichtigt, bevor er 1908 für die Öffentlichkeit geöffnet wurde. Aus Kostengründen wurde dieser Botanische Garten bereits am 6. August 1914 wieder geschlossen.:12
Während des Ersten Weltkrieges wurden in dem Garten Kartoffeln angepflanzt, um die Bevölkerung mit Nahrung zu versorgen. Das Gelände ging danach in den Besitz der Firma Hugo Linder Deltawerk von der Gasstraße über, die Stadt sicherte sich aber zunächst noch die Nutzung des Geländes bis zum Jahre 1920, da eine zeitnahe Neuanlage eines Botanischen Gartens an einem anderen Standort aufgrund fehlender Arbeiter nicht realistisch schien.:12f.

#### Botanischer Garten Hippergrund/Kannenhof
Auf der Suche nach einem Alternativgelände für einen Botanischen Garten wurde die Stadt schließlich 1919 im Hippergrund südöstlich des Kannenhofs fündig. Dort entstand bis 1920 der erste große Botanische Garten der Stadt mit einer Ausdehnung von 7½ Morgen.:12–18 Da die Fläche jedoch zu nass für die dort angesiedelten Pflanzen war,  wurde der Park Ende der 1920er Jahre nach Norden hin erweitert.

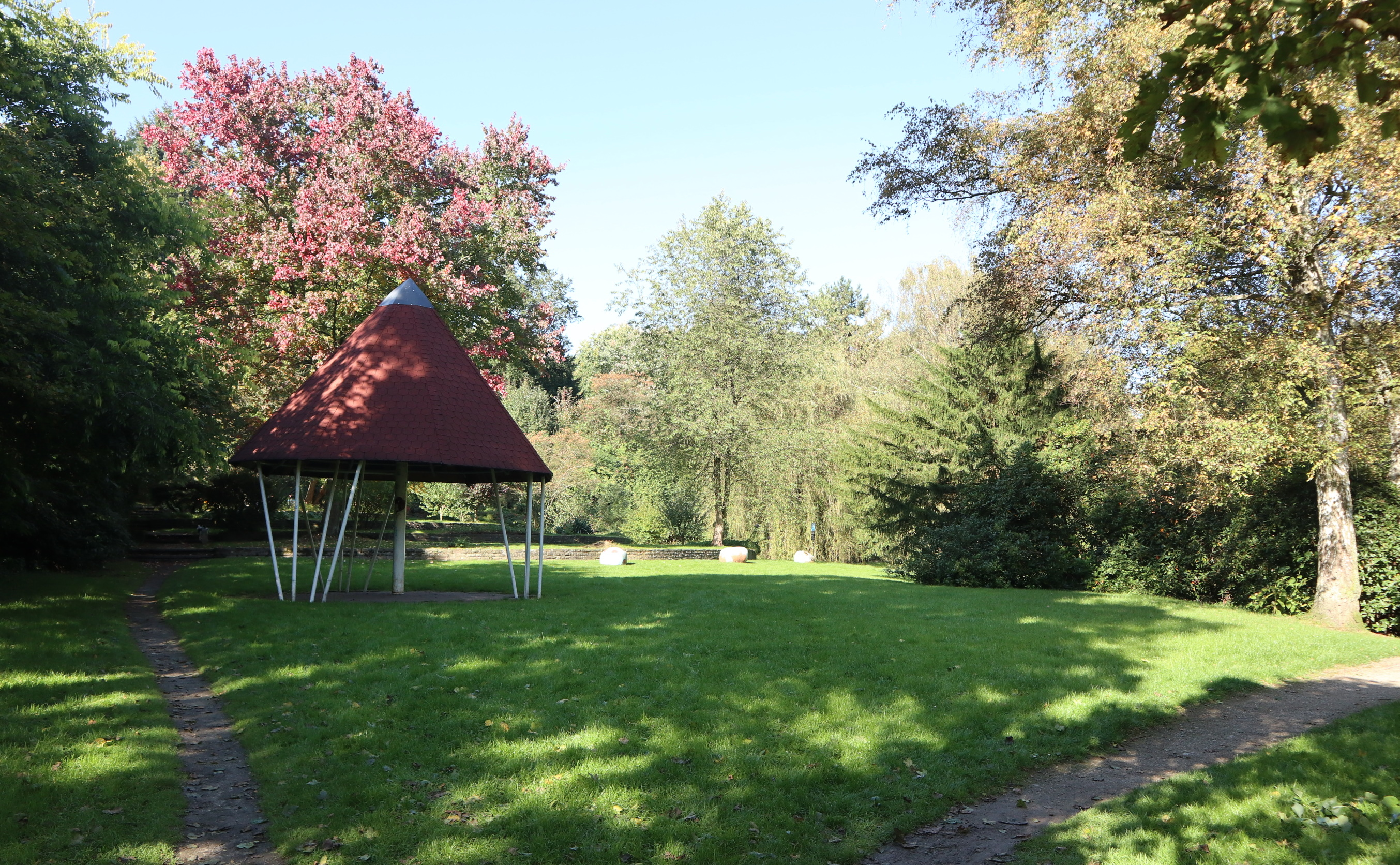
Gustav-Coppel-Park

Von den Luftangriffen auf Solingen während des Zweiten Weltkriegs stark getroffen und in den ersten Nachkriegsjahren vernachlässigt, war der Park bis Anfang der 1950er Jahre verwahrlost. Der Botanische Garten sollte zwar an einem anderen Ort in der Stadt entstehen, jedoch sollte auch aus dem Gelände am Hippergrund nahe dem Kinderheim Coppelstift sowie der Siedlung Kannenhof wieder ein Park entstehen. Die Arbeiten zur Wiederherstellung des Parks zogen sich bis in die Mitte der 1950er Jahre hin. Die Anlage führt seit 2010 den Namen Gustav-Coppel-Park und wird mit bürgerschaftlichem Engagement betrieben.:22

#### Friedhof und Stadtgärtnerei am Vogelsang
Das größtenteils unbebaute Gelände am Vogelsang zwischen den Städtischen Krankenanstalten, dem Bahndamm der Eisenbahnstrecke Solingen–Wald, dem Eigener Feld und der Frankenstraße erwarb im Jahre 1924 einem Zeitungsbericht zufolge die Stadt Wald von den Erben Hammesfahr von der Foche im Austausch gegen gleichwertige Grundstücke der Stadt. Die Stadt plante den Bau eines neuen, kommunalen Friedhofes auf dem rund 25 Morgen großen Grundstück, das sich zudem noch hätte erweitern lassen. Die Pläne für den Friedhof entwarf 1926 der Düsseldorfer Gartenarchitekt Josef Buermann. An Gebäuden war zunächst ein Gärtnerwohnhaus am Haupteingang am Vogelsang vorgesehen, später sollte eine Kapelle in gotischen Formen folgen. Außerdem war eine Gärtnerei geplant.:26ff.

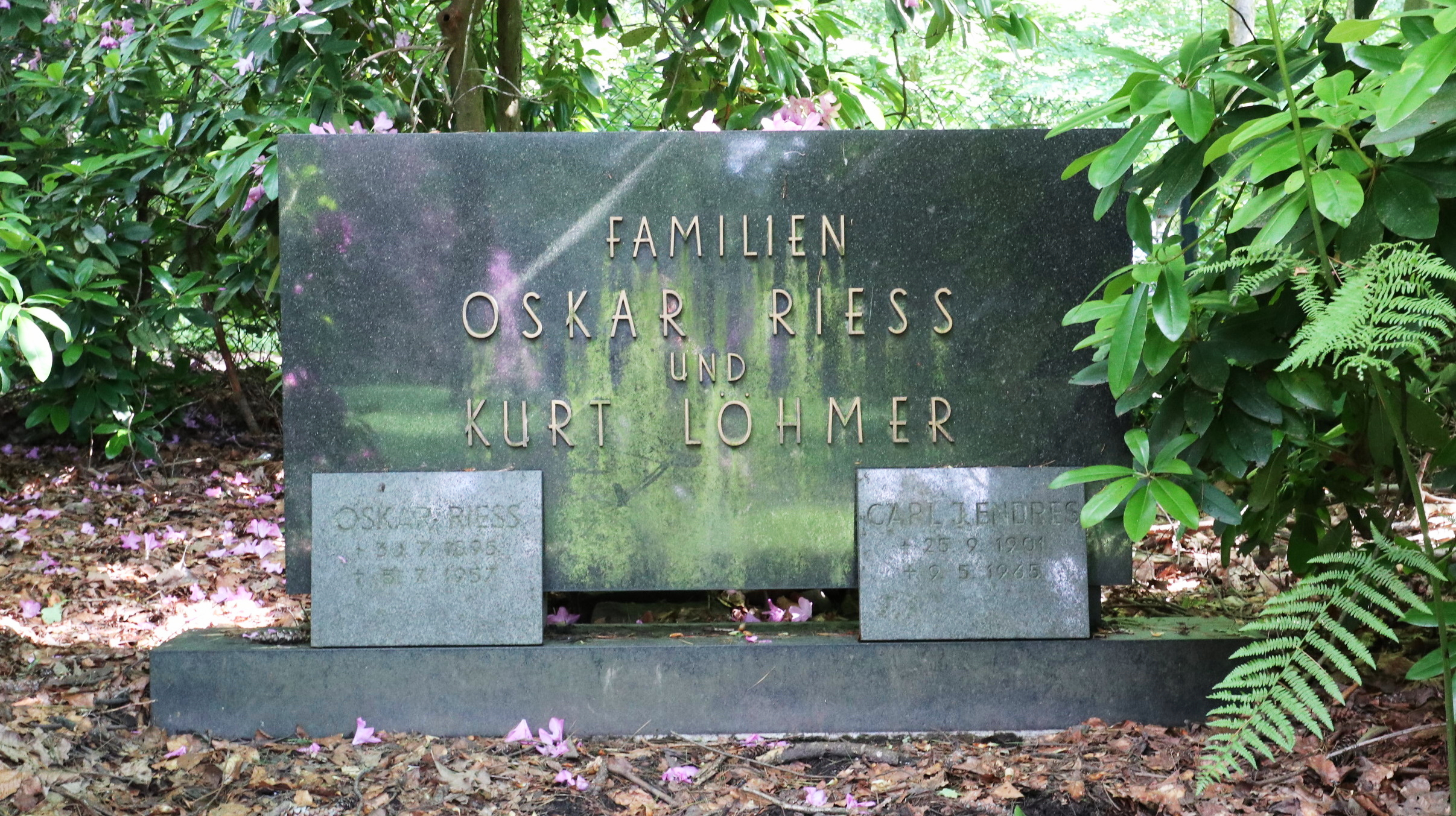
Grabmal von Oskar Rieß auf dem ehemaligen Kommunalfriedhof Vogelsang, der heute Teil des Botanischen Gartens ist

Kurz vor der Städtevereinigung zwischen den fünf Städten des oberen Kreises Solingen schloss am 1. Juli 1929 die evangelische Kirchengemeinde Wald mit der Stadt Wald einen Vertrag ab, wonach der am Vogelsang entstehende Friedhof konfessionell geteilt und ein erster Bauabschnitt 1929 eröffnet werde. Die Städtevereinigung wurde am 1. August 1929 vollzogen, die Stadt Solingen als Rechtsnachfolgerin der Stadt Wald zweifelte indes die vertraglichen Ansprüche der evangelischen Kirchengemeinde an, da sie aus dem Gelände eine Grünanlage für das Krankenhaus machen und fernab einen Zentralfriedhof eröffnen wollte. Ein außergerichtlicher Rechtsstreit zwischen beiden Parteien endete am 2. Mai 1934 mit der Eröffnung des Friedhofes, allerdings wurde auf den Bau einer Kapelle verzichtet. Der Friedhof musste schon im Juli 1941 wegen fehlender Kapazitäten geschlossen werden.:28f. Noch lange danach erfolgten jedoch Bestattungen in Erbgrabstätten. Bis heute weisen im Friedhofsteil des Botanischen Gartens noch einzelne erhaltene Grabsteine auf den einstigen Kommunalfriedhof hin, darunter auch vier Kriegsgräber des Zweiten Weltkriegs. So befindet sich dort etwa auch die Grabstätte des Solinger Oberbürgermeisters Oskar Rieß.
Schon die Stadt Wald hatte am Demmeltrath eine Stadtgärtnerei betrieben, die die Stadt Solingen 1929 übernahm. Hinzu kam das Gelände einer Baumschule am Vogelsang. Die Baumschule wurde 1945 geräumt und das Gelände zum Anbau von Gemüse für das Krankenhaus genutzt. Aufgrund der zunehmenden Aufgaben für die Stadtgärtnerei im Zuge des Wiederaufbaus der Grünanlagen im Stadtgebiet reichten deren Kapazitäten am Demmeltrath nicht mehr aus. Die benachbarte Müllkippe verhinderte eine weitere räumliche Ausdehnung am alten Standort, so dass der städtische Bauausschuss am 1. Februar 1949 für die Errichtung einer neuen Stadtgärtnerei am alten Baumschulgelände am Vogelsang stimmte. Auf dem Gelände zwischen dem alten Friedhof an der Ecke Sachsenstraße im Norden bis zum Bahndamm im Süden entstand die neue Gärtnerei zu Beginn der 1950er Jahre. Zwischen 1950 und 1952 entstanden in diesem Zusammenhang insgesamt acht Gewächshäuser, ein Gärtnerhaus, ein Kesselhaus sowie Außenbeete.:30

### Botanischer Garten Vogelsang

#### Entstehungsgeschichte
Bereits Mitte 1947 beschäftigte man sich in den städtischen Ausschüssen mit der Neuanlage eines Botanischen Gartens am Standort Vogelsang. Gegen den alten Standort am Hippergrund beziehungsweise am Kannenhof sprach, dass dieser zu klein war und klimatisch ungünstigere Bedingungen bot. Für den Standort am Vogelsang sprach unter anderem auch seine Lage inmitten der vormals selbstständigen Städte Wald, Gräfrath und Solingen als Zeichen für die neue Großstadt Solingen. Die Pläne wurden wieder aktuell, als auf dem ehemaligen Baumschulgelände die neue Stadtgärtnerei entstehen sollte. Der Beschluss zur Anlage des Gartens wurde am 1. Februar 1949 gefasst. Führende Persönlichkeit im Zuge der Planungen für den Garten war der städtische Gartendirektor Heinrich Walbert. Zu Beginn der 1950er Jahre sollten sich auf dem Gelände am Vogelsang jedoch noch 37 private Kleingärten als Hindernis für die Anlage eines Botanischen Gartens entpuppen, da einige Besitzer sich vehement gegen die Aufgabe ihres von der Stadt gepachteten Grundes sträubten. Schließlich konnte sich die Stadt Solingen jedoch durchsetzen, da sie die Grundstücke nachgewiesenermaßen zum Zwecke des Gemeinwohls benötigte.:32f.
Den Grundstock für den neuen Botanischen Garten bildeten die Gewächshäuser der Stadtgärtnerei, die gleichzeitig als Schauhäuser fungierten und schon in den frühen 1950er Jahren regelmäßig von Schulklassen besucht wurden. Bis Mai 1953 hatten die Schauhäuser schon eine beachtliche Anzahl tropischer Pflanzen vorzuweisen. Bald öffneten die Häuser ihre Türen an jeweils drei Terminen in der Woche für die Öffentlichkeit. Die endgültige Ausgestaltung des Botanischen Gartens stand in der zweiten Hälfte der 1950er Jahre fest. Das städtische Garten- und Friedhofsamt legte 1957 einen Plan der Anlage auf dem rund 15 Morgen großen, dreiecksförmigen Grundstück vor. Vorgesehen waren unter anderem eine Wetterstation, ein Alpinum, Abschnitte mit asiatischen und amerikanischen Hölzern, eine Heidelandschaft, ein Eichen- und ein Buchenwald, ein Terrarium, ein Rhododendronhain und ein Teich, außerdem Abschnitte für Arzneipflanzen, Wildstauden und Küchenkräuter. Die Bauarbeiten dauerten mehrere Jahre, 1961 wurde der Teich mit seiner Insel angelegt. Schon während der Bauarbeiten konnte die Öffentlichkeit das Gelände besuchen.:34ff.

#### Eröffnung und Betriebsjahre

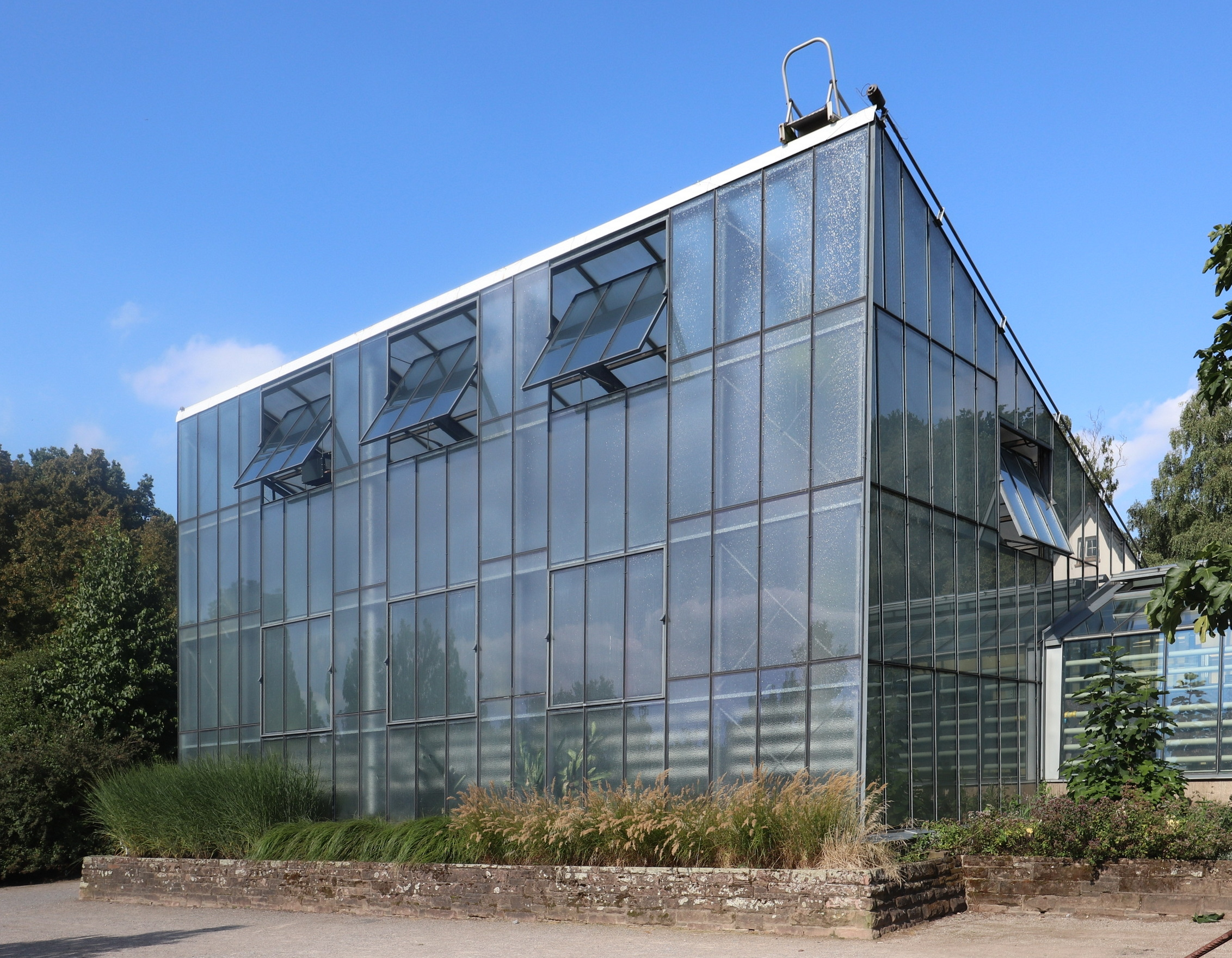
Tropenhaus von 1965

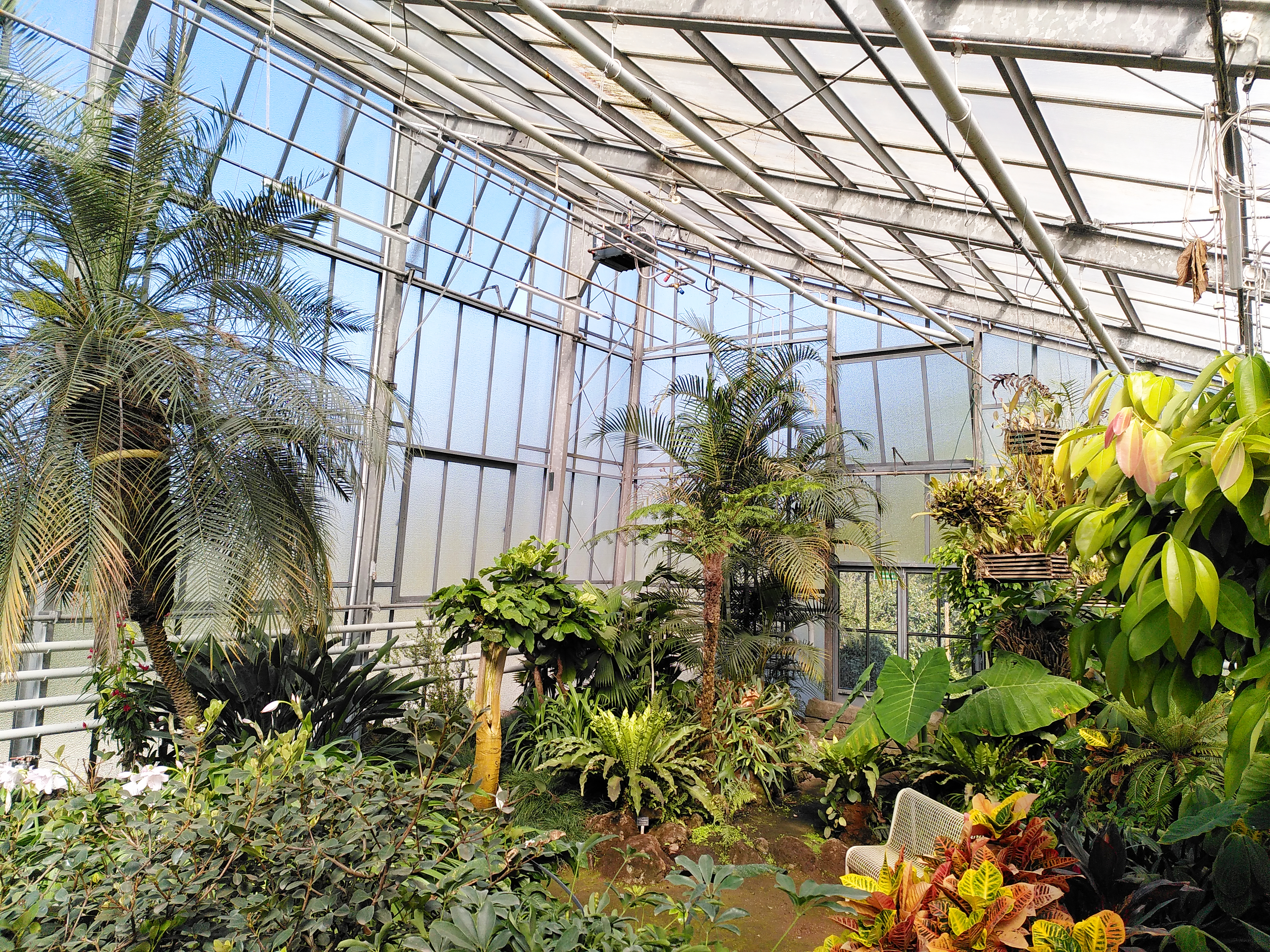
Innenansicht Tropenhaus

Zahlreiche Pflanzen wurden von anderen Grünanlagen in den Garten am Vogelsang geschafft, sofern sie an ihrem alten Standort im Weg standen oder aus anderen Gründen weichen mussten. Kurz vor der Eröffnung füllte die Solinger Feuerwehr mithilfe eines Hydranten den Teich mit Wasser. Am Samstag, den 7. September 1963 wurde der Garten schließlich durch den damaligen Oberbürgermeister Otto Voos feierlich eröffnet. Der neu angelegte Garten erregte überregional Aufsehen und war Gegenstand der Berichterstattung von Gartenfachzeitschriften, die ihn als gelungen lobten. Die Anlage entwickelte sich in Solingen rasch zu einer der meistbesuchten Parkanlagen.:36ff.
Das acht Meter hohe Tropenhaus besitzt eine Grundfläche von 143 Quadratmetern und wurde 1965 eröffnet. Damit gab es bereits 826 Quadratmeter Schauhausfläche. Im Jahre 1966 gab es die ersten Sonntagskonzerte. In den 1970er Jahren mussten im Botanischen Garten zahlreiche Reparaturen unternommen werden, darunter waren zwei Gewächshausdächer, die morsch waren. Das Befahren des Geländes war dabei durch den Torbogen am Haupteingang immer wieder eine Herausforderung für LKW-Fahrer. Daher wurde der Torbogen zu dieser Zeit entfernt. Auch der künstliche Wasserkreislauf zwischen Bach und Teich funktionierte angesichts undichter Stellen zeitweise nicht mehr. Erst nach dem Bau eines Brunnens und der Installation einer Umwälzanlage mit Pumpe waren die Probleme beseitigt. Nach dem Bau des Schulzentrums Vogelsang in unmittelbarer Nähe zum Botanischen Garten erfreute sich dieser, auch zu Lehrzwecken, gesteigerter Beliebtheit.:38–48
Der Spielplatz wurde 1985/86 angelegt. Am 21. Juni 1989 pflanzte der Verein zur Förderung der Rosenkultur des Bergischen Landes Solingen, gegr. 1877 e. V. einen Sichtungsrosengarten mit Rosen gemäß der Allgemeinen Deutschen Rosenneuheitenprüfung im Beisein des damaligen Oberbürgermeisters Gerd Kaimer, der selbst die Kletterrose mit dem Namen Schöne von Solingen im Bauerngarten pflanzte. Im Jahre 1991 wurde der Teich umgestaltet, die unterschiedlichen Höhen beseitigt und die Ufer begradigt. Im Winter 1994/95 wurde das Tropenhaus umgestaltet. Das Gärtnerhaus am Haupteingang des Botanischen Gartens wurde noch bis in die 1990er Jahre als Wohnhaus genutzt. Seit 1997 ist dort die Biologische Station Mittlere Wupper ansässig. Diese betreut beispielsweise Naturschutzgebiete und Naturdenkmäler.:49ff.
Im Jahre 2001 wurde die Freifläche des Gartens vergrößert, in dem der alte Friedhof mit über 6 Hektar zum Botanischen Garten hinzugezogen wurde. Erste Skulpturen wurden im Park ab dem 12. April 2002 unter dem Motto Kunst im Park – Begegnungen mit der Natur ausgestellt. Weitere Skulpturen wie auch Großplastiken, darunter die metallenen Tiere, die in der Jugendhilfewerkstatt entstanden sind, folgten bis 2006.

#### Heutige Situation
Mit der kontinuierlichen Verschlechterung der Haushaltslage der Stadt Solingen als Träger des Botanischen Gartens sind seit 1998 immer wieder Einsparungen an der Parkanlage bis hin zu deren Schließung im Gespräch gewesen. Als Reaktion darauf gründete sich mit zunächst 14 Personen am 15. Oktober 1998 die Stiftung Botanischer Garten Solingen e. V. als Förderverein für den Erhalt des Gartens. Dieser mobilisierte mit zahlreichen Veranstaltungen im Botanischen Garten die Solinger Bevölkerung, um gegen die drohende Schließung anzukämpfen. Seit seiner Gründung versucht er darüber hinaus, den Garten mit diversen Veranstaltungen zusätzlich zu beleben. Immer wieder war in den Folgejahren von Aufforstung oder der Reduktion des Pflegestandards seitens der Stadt die Rede, um Betriebskosten von mehreren zehntausend Euro einzusparen. Der Förderverein verpflichtete sich daraufhin, einen Teil der Betriebskosten durch Sponsoring selbst zu decken beziehungsweise durch eigene Arbeit möglichst gering zu halten. Inzwischen werden neben der hauptamtliche Pflege der Anlage durch die Beschäftigten der Technischen Betriebe Solingen auch einige Pflegeaufgaben durch die Mitglieder der Stiftung ehrenamtlich übernommen. Seit 2004 steht im Eingangsbereich des Botanischen Gartens eine Sponsorentafel, die die zahlreichen Spender und Unterstützer aus der Bürgerschaft und lokalen Unternehmen als Förderer ehrt.:54ff. Als Schirmherr der Stiftung unterstützte Walter Scheel, Bundespräsident a. D., den Förderverein rund 13 Jahre lang bis zu seinem Tod im Jahr 2016 bei Spendenaufrufen oder mit Grußworten zu offiziellen Veranstaltungen. Seither haben zahlreiche weitere prominente Solinger als Paten gewirkt, so zum Beispiel Veronica Ferres, Richard David Precht und Michael Lesch. Der Solinger Mister Germany 2016 Florian Malzahn war 2016 Pate des Botanischen Gartens und sammelte Spenden für die notwendigen Sanierungsmaßnahmen.

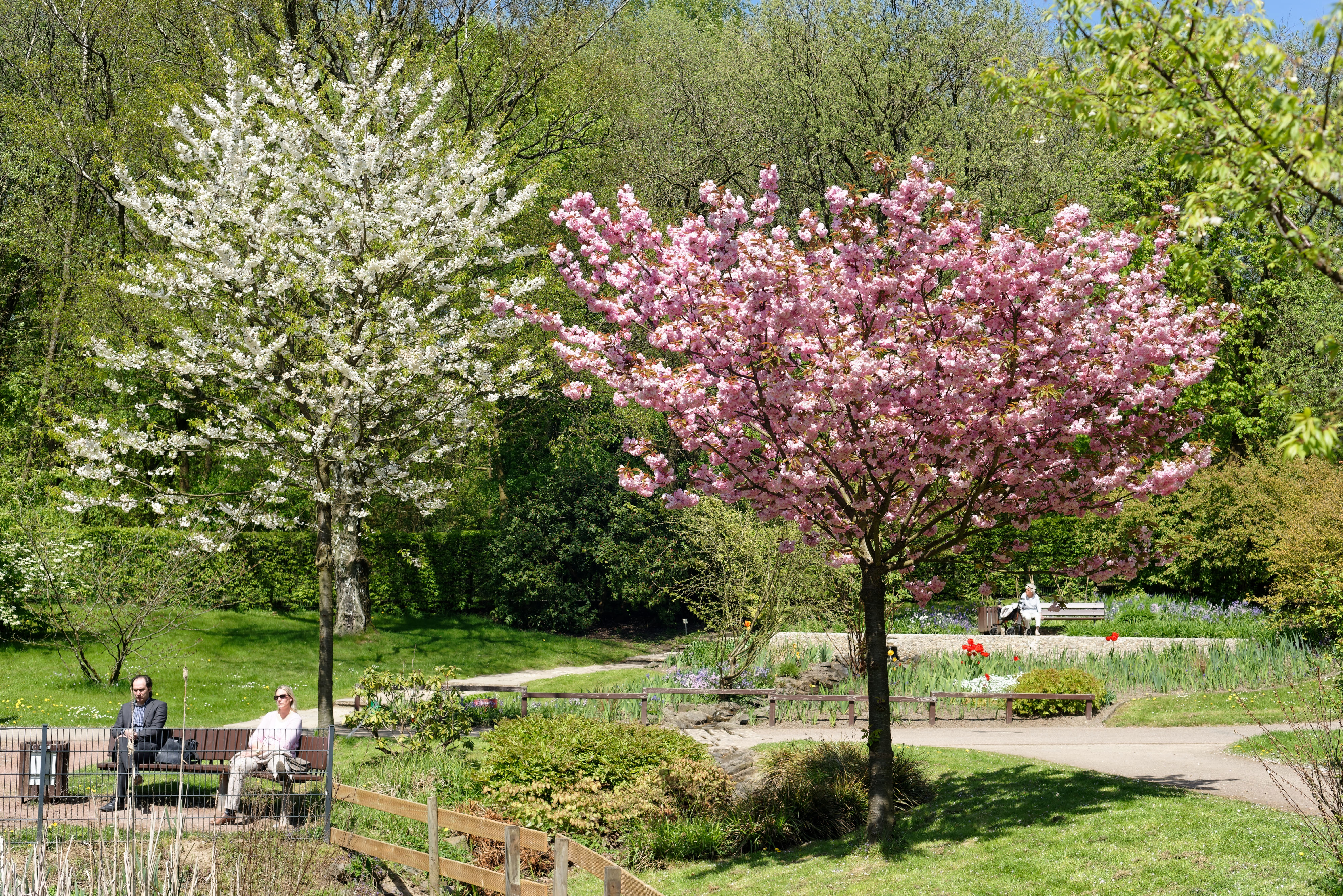
Baumblüte im Botanischen Garten (2016)

Im Juni 2010 wurden das Tropenhaus und der gesamte Botanische Garten unter Denkmalschutz gestellt. Im Jahre 2011 wurde der Festplatz eröffnet und die alte Tradition der Sonntagskonzerte aus 1966 wieder aufgenommen, die zwischenzeitlich eingeschlafen war. Im September 2016 wurde der Botanischer Garten Solingen in die Initiative „Straße der Gartenkunst“ aufgenommen. Im Februar 2017 wurde der alte Betriebshof samt der Toilettenanlage zugunsten eines Hospiz-Neubaus abgerissen. Das vom Palliative Hospiz Solingen e. V. geführte Hospiz Solingen eröffnete am 5. Mai 2018. Die neue behindertengerechte Toilettenanlage inklusive Wickeltisch wurde neben dem Haupteingang errichtet und ist seit Juli 2018 kostenlos nutzbar.
Seit September 2018 hat der Botanische Garten einen fünften Eingang. Seither kann der Botanische Garten auch vom Städtischen Klinikum an der Gotenstraße aus betreten werden. Seit Mai 2019 gibt es neben dem Haupteingang eine E-Bike-Tankstelle. Jetzt können Radfahrer ihr E-Bike am Haupteingang während ihres Besuches des Botanischen Gartens aufladen. Im Juni 2019 wurde der Festplatz umgebaut. Durch eine Spende der Stadt-Sparkasse Solingen wurde der Boden des Festplatzes auf eine gleichmäßige ebene Fläche gebracht, mit einer Drainage und mit einem witterungsfesten Mehrzweckboden versehen.